# Nike+iPod

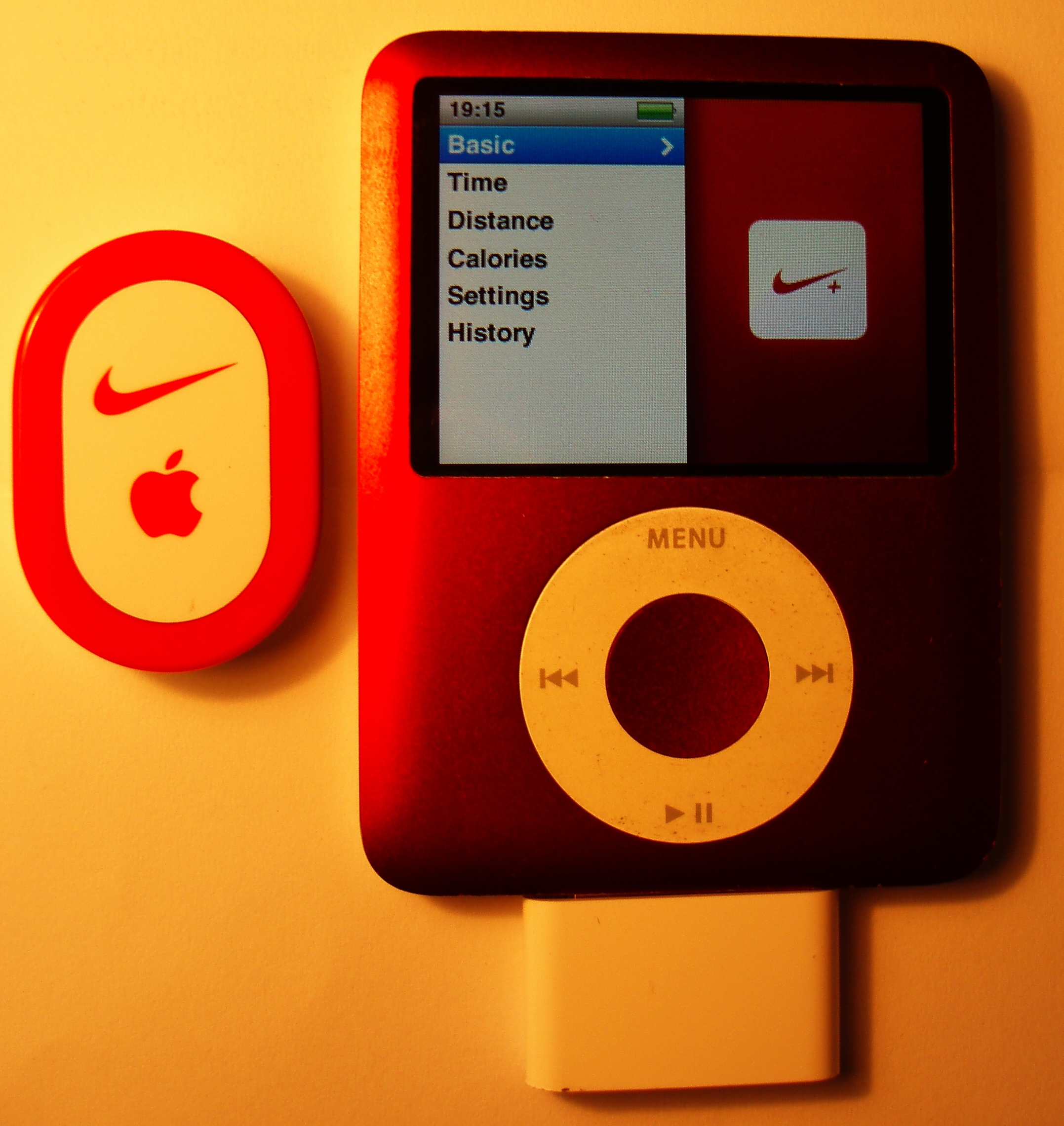
Nike+iPod nano.

Nike + iPod es un dispositivo que mide y registra la distancia y el ritmo de un paseo o cuando corres. El Nike + iPod se compone de un pequeño acelerómetro adjunto o incrustado en un zapato, que se comunica con el Nike + Sportband o un receptor conectado a un iPod Nano o un iPod Touch de 2.ª Generación o un iPhone 3GS. Si se utiliza el iPod, el software de iTunes puede utilizarse para ver el caminar o correr. Nike+ iPod sale en respuesta a su rival y pionero en los sensores en calzado Adidas que dos años antes revoluciona el mercado con el primer podometro, un sensor incrustado en las zapatillas que mide distancia y que se sincroniza con la aplicación Micoach